# Пиляиха
Пиляиха — деревня в Харовском районе Вологодской области. Входит в состав Шапшинского сельского поселения, с точки зрения административно-территориального деления — в Шапшинский сельсовет.
Расстояние по автодороге до районного центра Харовска — 37 км, до центра муниципального образования Шапши — 3 км. Ближайшие населённые пункты — Кобылкино, Заречная, Юртинская.
По данным переписи в 2002 году постоянного населения не было.